# Hadena jocosa
Hadena jocosa là một loài bướm đêm trong họ Noctuidae.